# Tampa Bay Blues Festival
Das Tampa Bay Blues Festival ist ein seit 1995 jährlich in St. Petersburg, Florida stattfindendes Bluesfestival und wird von Blues Fans aus der ganzen Welt besucht. Es findet im Frühjahr im Vinoy Waterfront Park statt, einem Park in Downtown St. Petersburg. Das Festival spannt einen Bogen von Bluegrass über Countryblues bis zum Chicagoblues. Gegründet wurde das Festival von Chuck Ross, der es auch heute noch produziert.
2011 erhielt es den Keeping the Blues Alive Award der Blues Foundation. In der Begründung gibt die Foundation an, dass das Festival immer Wert darauf gelegt hat, dass neben den großen Acts auch Roots-Musik vertreten ist, die dadurch einem größeren Publikum zugänglich ist.

## 2011 Festival
2011 findet das Festival von 8 bis 10. April statt.

### Künstler
- 8. April 2011
  - Mike Zito
  - Michael Burks
  - Janiva Magness
  - Rod Piazza and The Mighty Flyers
  - Robert Cray Band
- 9. April 2011
  - The Lee Boys
  - Curtis Salgado
  - Tommy Castro
  - James Hunter
  - Johnny Lang
- 10. April 2011
  - Eric Lindell
  - Jon Cleary
  - Trombone Shorty and Orleans Avenue
  - Irma Thomas
  - Tab Benoit and The Voice of the Wetlands All Star[1]

## Künstler auf früheren Festivals
Reba Russel, Sonny Landreth, Joe Louis Walker, Shemekia Copeland, Lucky Peterson, Walter Trout, Robben Ford, Buddy Guy & Double Trouble, Little Feat, Jerry Lee Lewis, Tutu Jones, Roy Rogers, Delbert McClinton, Irma Thomas, Darrell Nulisch, Bernard Allison, Coco Montoya, Otis Clay, Jimmie Vaughan, Kenny Wayne Shepherd, JJ Grey & Mofro, Bettye Lavette, Lil’ Ed and The Blues Imperials, Magic Slim, Joe Louis Walker, Renee Austin, Chris Duarte, Ronnie Baker Brooks, Carl Weathersby, Sam Myers, Anson Funderburgh, Susan Tedeschi, Marcia Ball